# 豆蔻丘陵

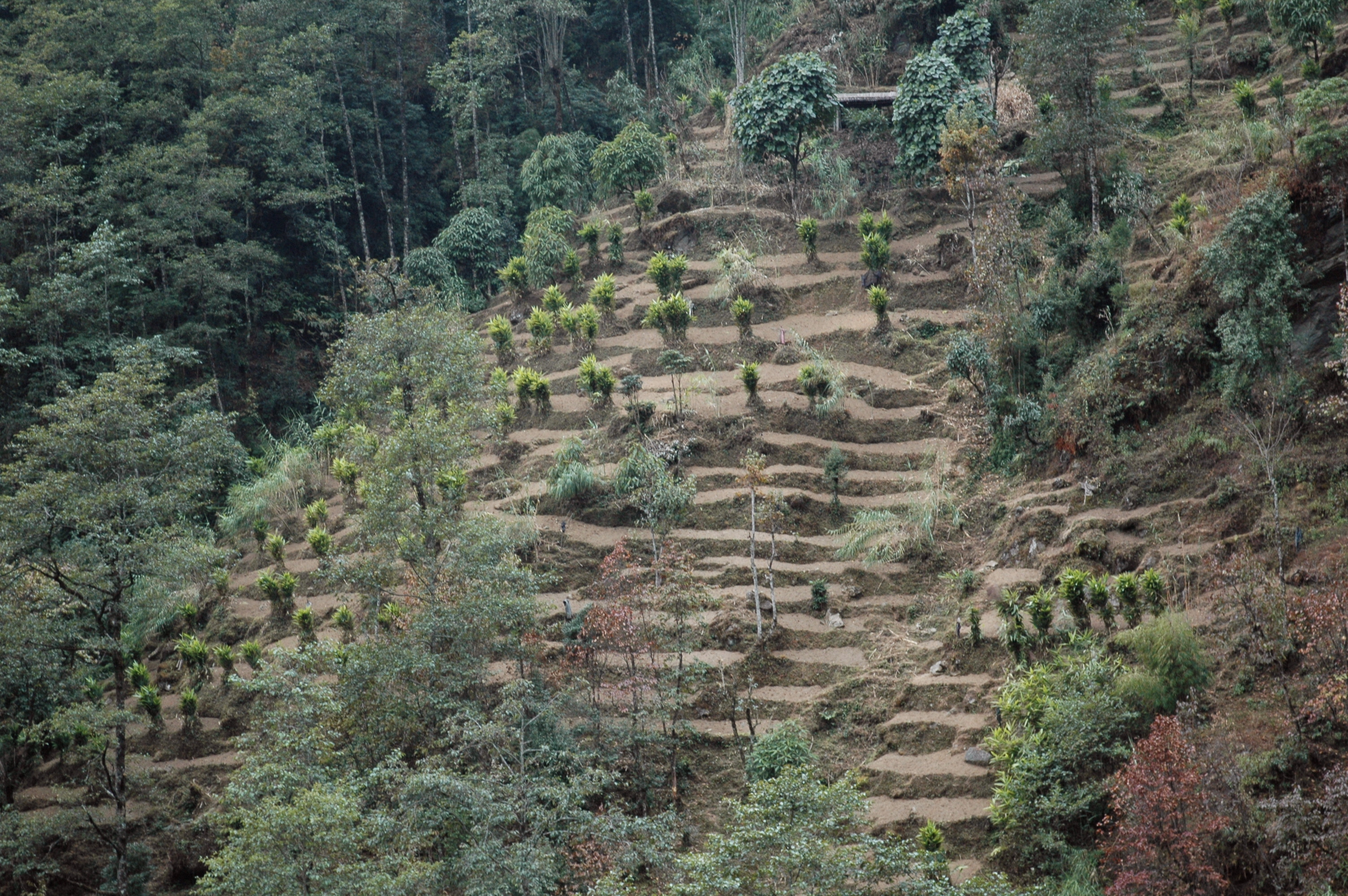

豆蔻丘陵是印度的丘陵，位於該國南部，屬於西高止山脈的一部分，橫跨泰米爾納德邦和喀拉拉邦，海拔高度2,695米，山體在1億至8千萬年前的新生代時期形成。

## 外部連結
- "Kerala Red Grabs Kerala Green" Apr 14 , 2007 Tehelka